# 濟始的日記
《濟始的日記》（韓語：제시의 일기）是韓國獨立運動人士楊宇朝和崔善嬅历时八年所寫的日记。楊宇朝的孫女金贤珠於1999年將這些日記出版。

## 出版流程
日本投降八个月后，楊宇朝回国。楊宇朝於1964年去世後，這些日記一直未出版，也沒有對外公開。1999年，楊宇朝的外孙女金贤珠（楊宇朝的女兒楊濟始的女儿）將這些日記出版，並且定名為《濟始的日记》。 
2006年3月1日，韓國廣播公司在《濟始的日記》的基礎上製作了三一节特别纪录片《在原野遇见野花》（광야에서 들꽃을 만나다）。 

## 內容
日記的內容始於1938年7月4日，那天楊宇朝的女兒楊濟始出生，終於1946年5月4日，那天楊宇朝乘船抵达釜山。楊宇朝主要在日记中記載自己的育兒經歷以及女兒楊濟始的成長經歷。楊宇朝在日記中也提到了在中國抗日戰爭的背景下，大韩民国临时政府為躲避日軍迁往重慶的經歷。